# Camptoprosopella varia
Camptoprosopella varia är en tvåvingeart som beskrevs av Shewell 1939. Camptoprosopella varia ingår i släktet Camptoprosopella och familjen lövflugor.
Artens utbredningsområde är Costa Rica. Inga underarter finns listade i Catalogue of Life.